# James Atkinson Abrams
Pour les articles homonymes, voir Abrams.
James Atkinson Abrams (11 novembre 1844-24 avril 1914) est un homme politique canadien de la Colombie-Britannique. Il est député provincial indépendant de la circonscription britanno-colombienne de Nanaimo de 1878 à 1882,.

## Biographie
Né à Napanee dans le Canada-Ouest (Ontario), Abrams apprend le métier de tanneur et s'installe à Victoria en 1867. Il travaille comme contremaître dans deux tanneries et s'installe ensuite à Nanaimo où il établit la Nanaimo Tanning Company en 1878. En 1886, il devient partenaire d'une entreprise basée à Vancouver et son entreprise de Nanaimo est détruite lors d'un incendie plus tard durant la même année.
Abrams sert comme conseiller municipal de Nanaimo en 1889, ainsi que comme juge de paix.
Il meurt à Cumberland en 1914 à l'âge de 69 ans.
L'île Abrams, localisée à l'ouest de l'île Swindle (en) est nommée en son honneur.